# Камбре, Жан-Жак де
Жан-Жак де Камбре (фр. Jean-Jacques de Cambrai; ум. 5 декабря 1586) — французский дипломат.
Родился в Бурже, третий сын Мишеля де Камбре и его жены Перетты, урождённой де Треньяк. Служил каноником в буржском соборе Святого Этьенна. В 1546 г. был направлен в Константинополь, где в 1548—1550 гг. временно исполнял обязанности посла в связи с тем, что французский посланник Габриэль д’Арамон сопровождал султана Сулеймана Великолепного в его завоевательном походе в Персию; в 1554 г. официально занял должность вице-посла. По возвращении в Европу (1556) исполнял различные дипломатические поручения французского двора в Италии, Германии, Венгрии, Польше, Швеции; в ходе этих разъездов его секретарём некоторое время был Пьер Боэтюо. В 1557 г. занял пост канцлера Буржского университета. Затем в 1558—1560 гг. был французским послом в Стране Трёх Лиг (нынешний кантон Граубюнден в Швейцарии). Позднее находился в Париже на придворной службе, в 1584 г. был назначен членом Государственного совета.